# Goh Rimba Sibaloh
Goh Rimba Sibaloh är ett berg i Indonesien.   Det ligger i provinsen Aceh, i den västra delen av landet, 1 800 km nordväst om huvudstaden Jakarta. Toppen på Goh Rimba Sibaloh är 363 meter över havet.
Terrängen runt Goh Rimba Sibaloh är varierad.Runt Goh Rimba Sibaloh är det glesbefolkat, med 17 invånare per kvadratkilometer. I omgivningarna runt Goh Rimba Sibaloh växer i huvudsak städsegrön lövskog.